# Tottori Sand Museum

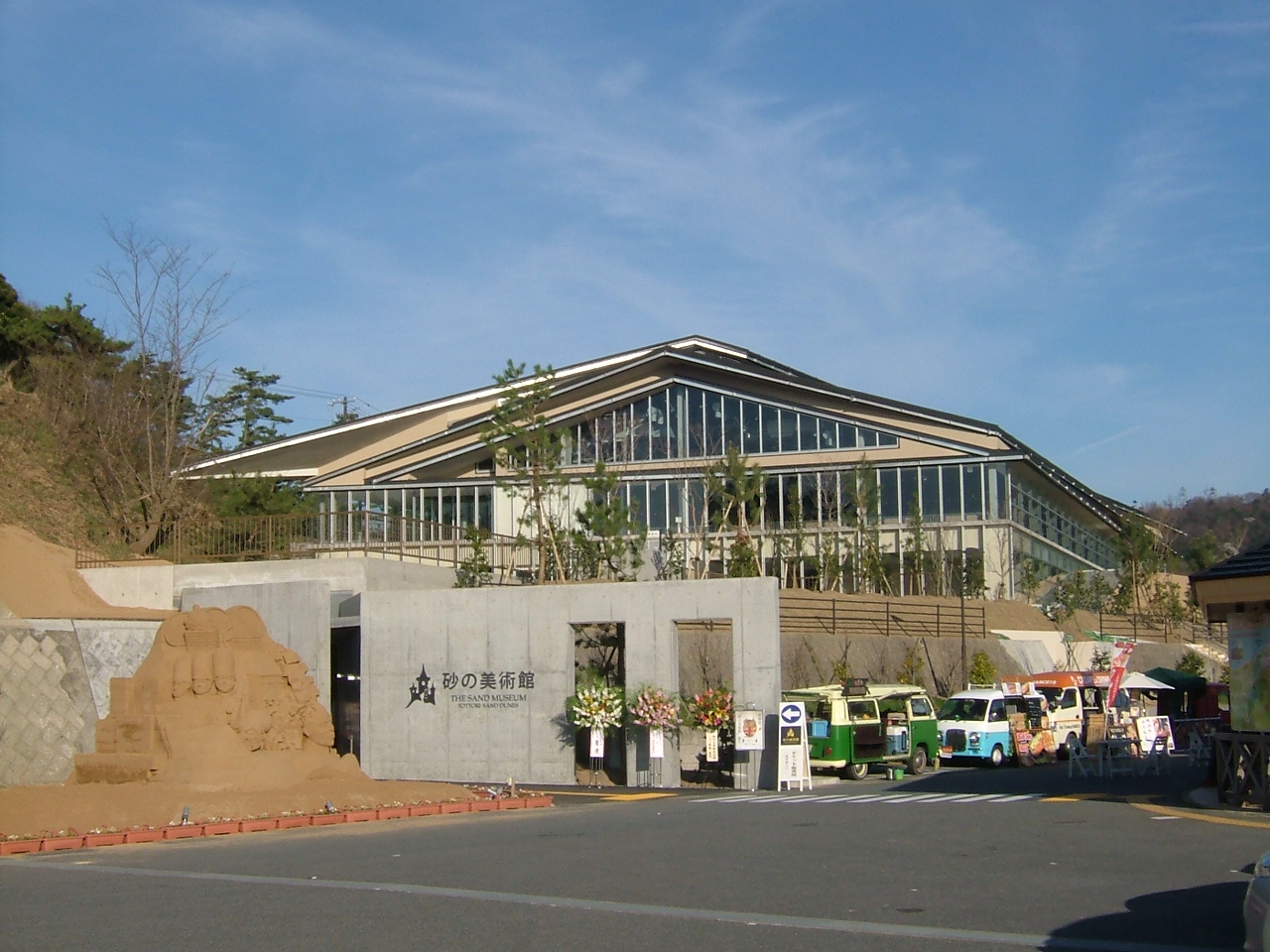
Tottori Sand Museum 2012

Das Tottori Sand Museum (japanisch 砂の美術館 Suna no Bijutsukan) ist ein Museum in der Stadt Tottori im Westen Japans, das Sandskulpturen ausstellt.

## Geschichte
Das Tottori Sand Museum wurde 2006 in Tottori an der japanischen Westküste gegründet. Anfangs war das Museum für ein Jahr im Freien, dann fand es in den folgenden Jahren unter einem Zelt Schutz, bis es 2012 als weltweit erstes Museum von Sandskulpturen eröffnete, das diese in dem Innenraum einer extra konstruierten Ausstellungshalle zeigt. Es befindet sich unweit der als Naturschutzgebiet eingestuften Tottori-Dünen.

## Ausstellung

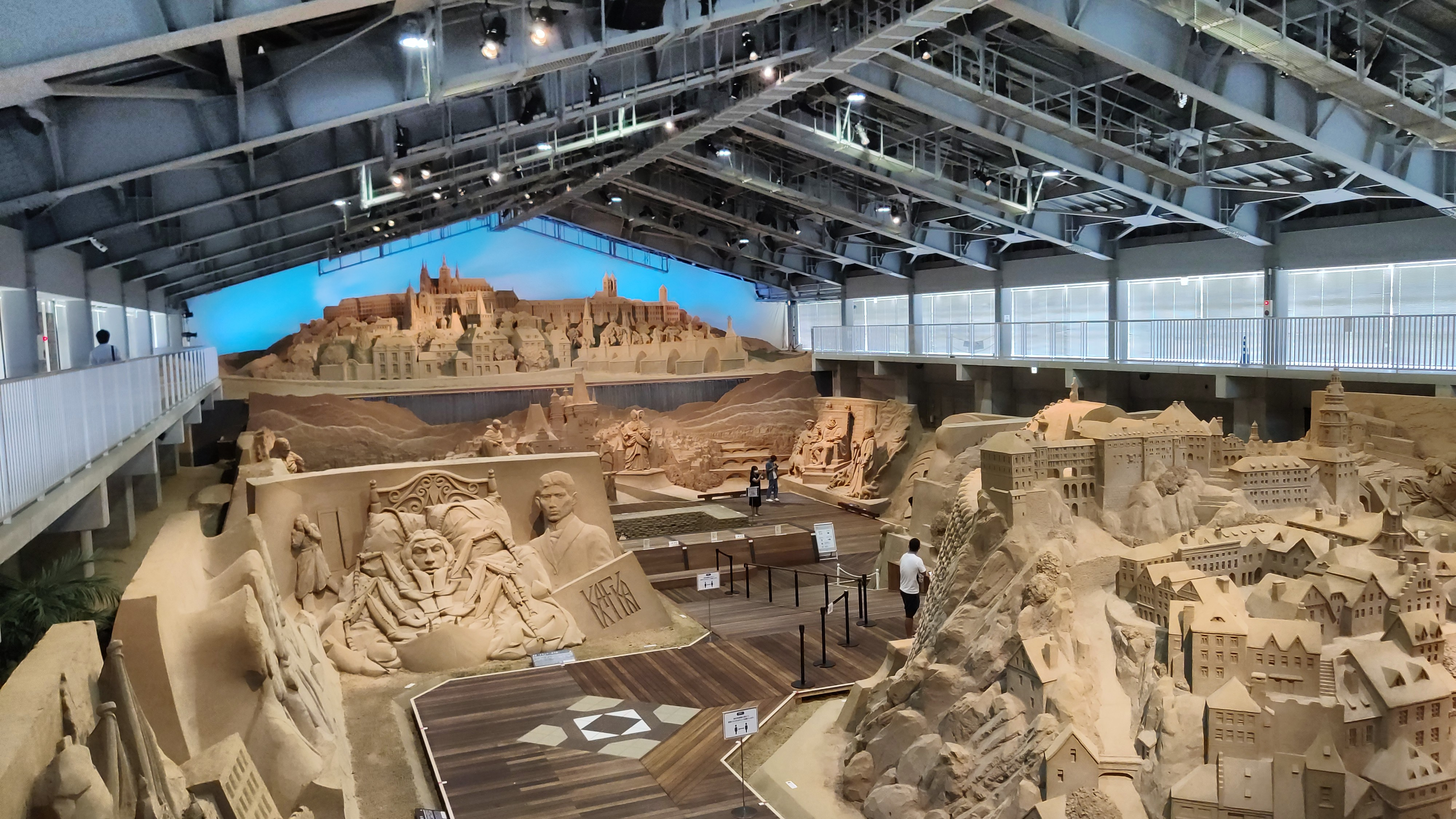
Skulpturen im Tottori Sand Museum 2021

Die Ausstellung besteht aus Sandskulpturen, die in der Regel jedes Jahr zu einem anderen Thema gestaltet werden und unter dem Motto „Travel around the World in Sand“ (Reise um die Welt im Sand) stehen. Die zeitliche Begrenzung einer jeden Ausstellungsphase mache, so die Website der Stadt Tottori, ihre Vergänglichkeit und ihren Charme aus.
Die meterhohen Skulpturen bestehen nur aus Sand und Wasser. Um die großen Kunstwerke herzustellen, wird der angefeuchtete Sand anfangs in Form von Pyramiden komprimiert, aus denen dann die Skulpturen entstehen. Jedoch stammt der Sand nicht von den Tottori-Dünen, da es ein Naturschutzgebiet ist, sondern vom Bauaushub.
Jede Ausstellung wird von dem Sandskulpteur Katsuhiko Chaen als Executive Producer betreut. Der aus Kagoshima stammende Künstler gewann bereits viele Preise und nahm regelmäßig an internationalen Sandkunstwettbewerben teil. Um die Skulpturen des Museums zu gestalten, kommen für jede Ausstellung mehrere von Chaen ausgesuchte renommierte Sandkünstlerinnen und -künstler aus der ganzen Welt zusammen. Sie arbeiten dann mit Entwürfen, die sie von ihm übernommen haben. So trugen beispielsweise Wiaczeslaw Borecki aus Polen, Montserrat Cuesta aus Spanien und Sue McGrew aus den USA zu den ägyptischen Skulpturen für das Jahr 2022 bei. In diese Künstlergruppe aufgenommen zu werden, gilt unter den Sandskulpteuren als Auszeichnung.
Bisher hatten die ausgestellten Sandskulpturen seit 2006 folgenden Themen: Italienische Renaissance, Welterbe Asien, Österreichs Stadt der Musik, Geschichte Afrikas, Großbritannien, Südostasien, Russlands Kultur, Deutschland – Märchenland, alte Kulturen Südamerikas, Symbole der US-amerikanischen Geschichte, Mythologie der Nordischen Länder, Kulturerbe in Südasien, Tschechien – Slowakei und Ägypten. Für das Jahr 2024 ist Frankreich als Thema geplant, um das Austragungsland der Olympischen Sommerspiele und der Paralympischen Spiele 2024 zu ehren.
Um die Skulpturen zu betrachten, gibt es einen Weg, der bis nah an jedes Kunstwerk heranführt, und einen höher gelegenen Steg, der einen Panoramablick von oben erlaubt.
Das Museum wird regelmäßig geschlossen, um die Skulpturen zu warten und neue zu erschaffen. In der Regel ist es deshalb von Neujahr bis Mitte April geschlossen. Pro Jahr besuchen durchschnittlich eine halbe Millionen Personen das Museum, das sich vorwiegend positiver Kritik erfreut: Es wird als „hidden gem“ (verstecktes Juwel) bezeichnet und die Exponate als „incredibly unique“  (unglaublich einzigartig) charakterisiert.